# Pompejanum

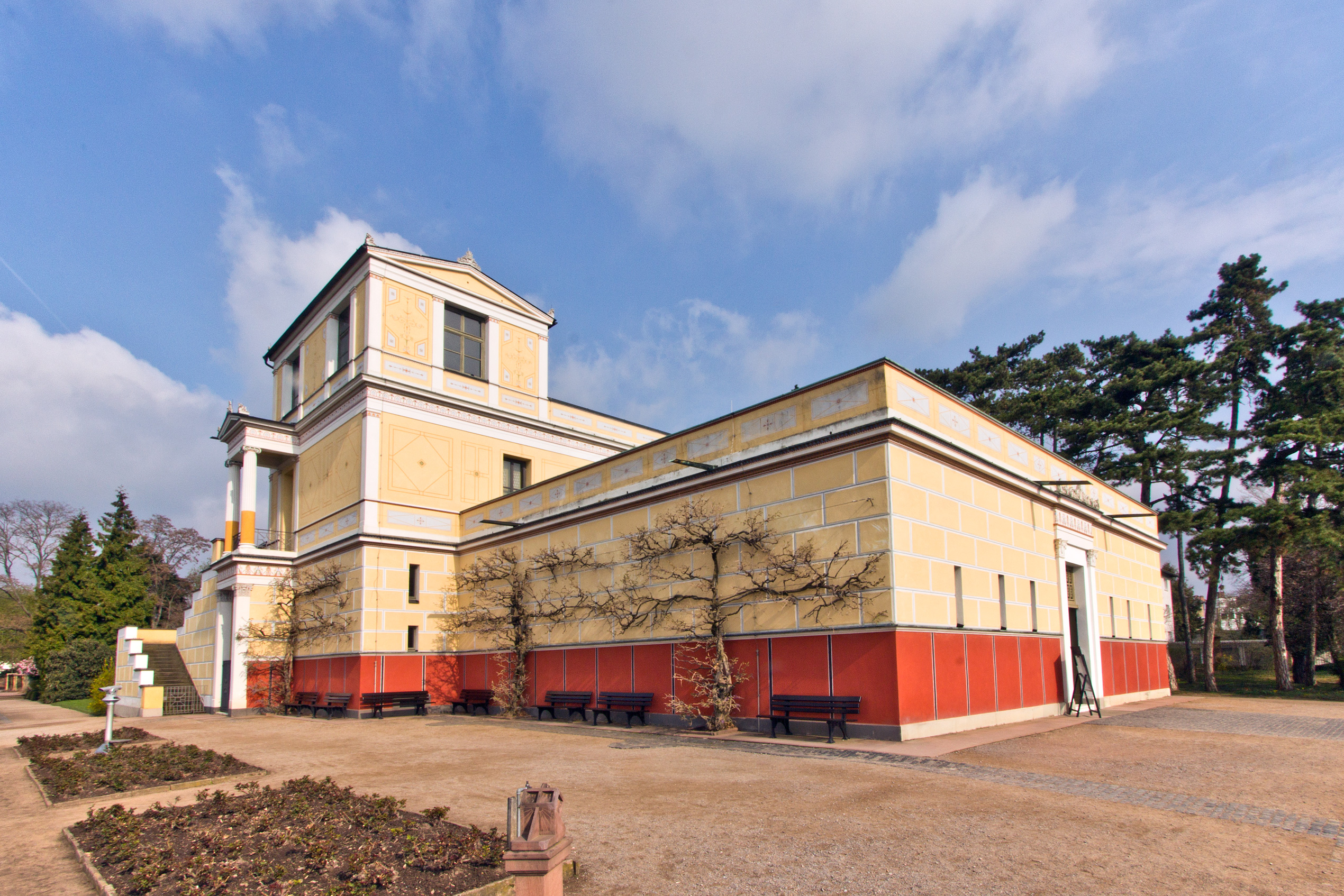
Pompejanum

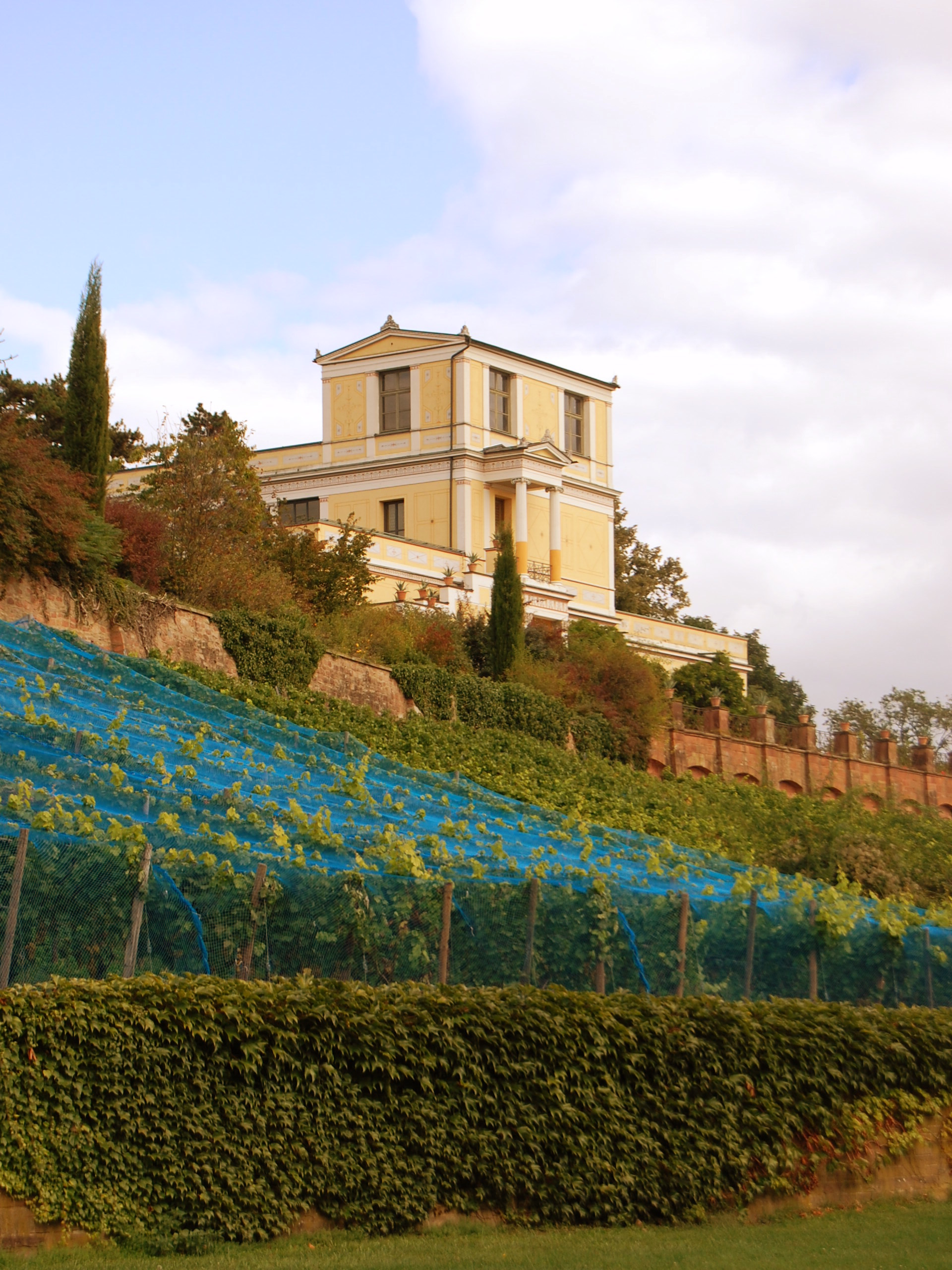
Pompejanum oraz winnice

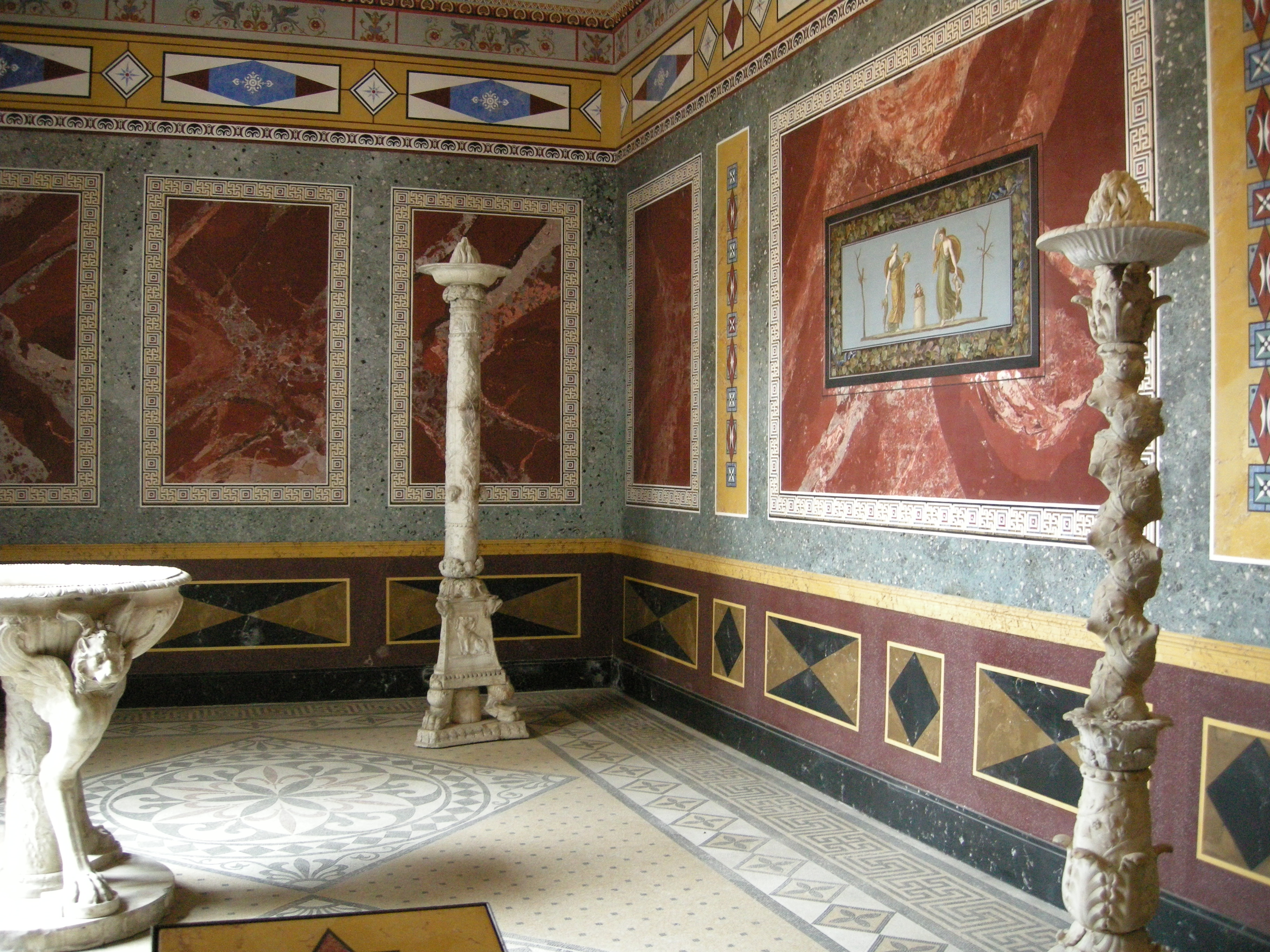
Jedno z pomieszczeń

Pompejanum – XIX-wieczny budynek wzorowany na rzymskiej willi, znajdujący się w Aschaffenburgu w Niemczech. Położony nad stromym brzegiem Menu, zbudowany został na wzór jednego z domów w Pompejach, a dokładnie Kastora i Polideukesa (Casa dei Dioscuri).

## Historia
Pompejanum zostało zbudowane z rozkazu króla Ludwika I w latach 1840-1848 według planów Friedricha von Gärtnera. Od samego początku obiekt ten nie miał być królewską willą, ale budynkiem poglądowym, za pomocą którego miłośnicy sztuki w Niemczech mogliby prowadzić studia nad antyczną kulturą. Pompejanum jest także przykładem zafascynowania ludzi XIX wieku czasami antycznymi.
W odróżnieniu od pierwowzoru, ze względu na położenie nad Menem, jako drugie piętro zbudowano tutaj pawilon widokowy/pokój królewski oraz schody zewnętrzne z kolumnową zabudową. Dodatkowo ze względów atmosferycznych atrium zostało oszklone.
Budynek od zewnątrz pozbawiony jest niemal okien. Światło do pomieszczeń dochodziło przez dziedziniec wewnętrzny. W atrium (dziedzińcu) znajduje się zbiornik wodny. Na parterze domu znajdują się także pomieszczenia do witania gości oraz pokoje gościnne. Tuż za nimi znajdują się kuchnia i jadalnia. Na piętrze ulokowano pomieszczenia prywatne: pokój dziecięcy, sypialnie dzieci i rodziców, a także pokój gosposi. Od strony Menu znajduje się zbudowany na podobieństwo świątyni belweder z dwuspadowym dachem. Pozostałe części Pompejanum posiadają płaskie dachy. Wejście główne do budynku zwrócone jest w stronę zamku Johannisburg.
Barwne wyposażenie budynku weksponowane jest poprzez kolumny w stylu jońskim z elementami tradycyjnie toskańskimi, tj. czerwono-pompejańską bazą oraz kukurydzianobarwną fasadą. Poprzez białe parapety podkreślona zostaje struktura całego budynku. Dla dokładnego wykończenia pomieszczeń wewnętrznych malarze Christoph Friedrich Nilson, Joseph Schlotthauer oraz Joseph Schwarzmann wiernie skopiowali, a następnie odtworzyli mozaiki podłogowe oraz malowidła z pompejańskiego pierwowzoru.
Podczas drugiej wojny światowej Pompejanum zostało poważnie uszkodzone i dopiero po 1960 roku (po wielu fazach restauracji i uzupełnień) ponownie otwarte dla zwiedzających. Od 1994 roku znajdują się tutaj oryginalne rzymskie dzieła sztuki ze zbiorów Staatliche Antikensammlung oraz Gliptoteki w Monachium. Obok rzymskich marmurowych rzeźb, małych brązów oraz szkła, do głównych i najcenniejszych eksponatów zaliczyć należą dwa rzadkie trony bogów z marmuru. Na piętrze znajdują się w witrynach przedmioty użytkowe z czasów rzymskich. Dają one możliwość wglądu w codzienne życie rzymskiej rodziny.
Poniżej Pompejanum znajduje się uprawa winorośli, którą dzielą między sobą władze miejskie oraz Bayerische Verwaltung der staatlichen Schlösser, Gärten und Seen (Bawarski Zarząd Państwowych Zamków, Ogrodów i Jezior). We wczesnym roku 2007 z ogrodu przy Pompejanum usunięte zostały szczepy winorośli szczepu Ortega na rzecz Rieslinga, które pierwsze zbiory dały w 2011 roku. Ze względu na małą powierzchnię winnicy zbiory są ograniczone i z tego powodu wyprodukowane tutaj wino nie przeznacza się na sprzedaż. Wedle zwyczaju miejscowe wino, tzw. „Pompejaner”, serwowane jest jedynie przy większych uroczystościach lub okazjach.